# Mihail Grecu
Mihail Grecu (n. 22 noiembrie 1916, Faraoani, Imperiul Rus – d. 9 aprilie 1998, Chișinău, Republica Moldova) a fost un pictor moldovean din Basarabia, care a fondat modernismul plastic basarabean și a contribuit la formarea Școlii Naționale de Pictură (alături de Mihai Petric și Valentina Rusu-Ciobanu).
Mihail Grecu a fost considerat un inovator și o „personalitate complexă și extrem de dotată”, care „a revoluționat artele plastice din R. Moldova, dar și din spațiul ex-sovetic”, rămânând în același timp pe terenul fertil al tradiției moldovenești. Considerat un colorist pasionat, căutător de armonii inedite, pictura lui Mihail Grecu prezintă interes și prin inovații tehnologice (colajul, coloranți fluorescenți, efecte „metalice”). Tablourile sale Ospitalitate, Recruții, Zi de toamnă, Cina în câmp, Moara veche și Fetele din Ceadâr-Lunga au intrat în colecția de aur a picturii moldovenești. Este autorul a unui număr mare de tablouri aflate în importante muzee ale fostei Uniuni Sovietice, printre care și Galeria Tretiakov.
A reușit să păstreze bazele artei în creația moldovenească. Avea un temperament solar, era captivat de armoniile între culori, logica fiecărui tablou izvorând din raporturile dintre tonurile calde și reci, dintre formele tulburătoare prin jocurile de umbră și lumină. Creația pictorului Mihail Grecu se distinge prin inovații tehnologice, gen colaj, coloranți florescenți sau pe bază de acril, diferitele tipuri de pitum, pigmenți de „bronz” și „aluminiu”. Experimentele tehnice cu coloranți moderni i-au permis să descopere posibilitățile materialului, finalitatea relației formă-materie.
Format în spațiul cultural moldovenesc, Mihail Grecu a rămas fidel tradiției moldovenești în pictură. El a fost un model pentru mai multe generații de pictori, atelierul său fiind școală pentru mai mulți artiști basarabeni, precum Andrei Sârbu, Andrei Mudrea, Dumitru Peicev, Iurie Platon și alții.

## Educație

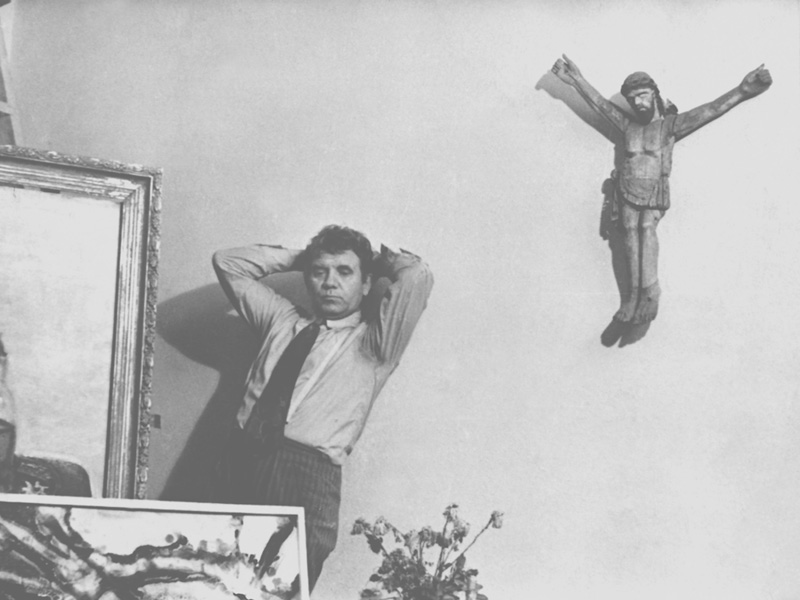
În studioul său, anii 1970

A copilărit în satul Tașlâc din sudul Basarabiei, Imperiul Rus, a studiat la școala normală din Cetatea Albă, avându-l ca profesor de desen pe Rostislav Ocușco, tot acolo expunându-și primele lucrări. După ce a primit Premiul Mare al tineretului artistic din România, în 1935 participă la tabere de creație din Baia Mare și Balcic, unde îi cunoaște pe Nicolae Tonitza, Lucian Grigorescu, Henri Catargi. Din 1937 și până în 1940 își face studiile la Academia de Arte Frumoase din București, la atelierul lui Francisc Șirato; ulterior, între 1940-1941 și 1945-1946 continuă studiile la Școala de Arte Plastice „I. Repin”, actualmente Colegiul Republican de Arte Plastice „Alexandru Plămădeală” din Chișinău, în atelierul lui M. Gamburd (1940). Între anii 1947 și 1948 frecventează lecțiile de pictură la Școala de Arte, atelierul lui I. Hazov, Chișinău. În perioada celui de-al Doilea Război Mondial este evacuat în Uralsk, Kazahstan (1941-1944), unde realizează prima sa lucrare, Maternitate (1944).

## Activitate artistică

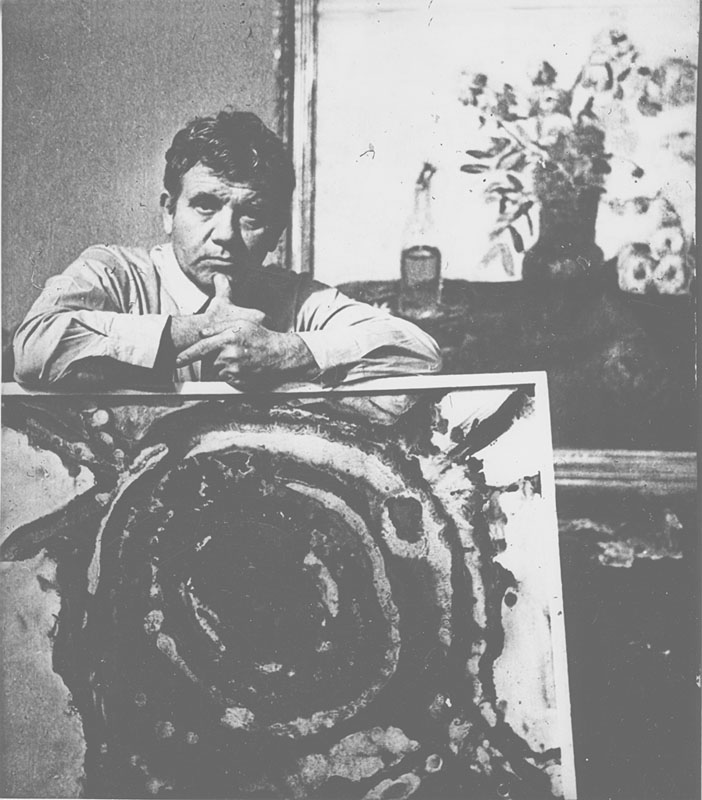
În atelier, anii 1970

În 1957 participă la primele expoziții unionale și internaționale. Creația sa a cunoscut trei perioade distincte, care i-au marcat operele. Prima cuprinde anii 1950-1960 și poate fi identificată cu însușirea profesională a limbajului plastic profesionist în domeniul desenului compoziției și cromaticii coloristice. Cea de-a doua reflectă experimentele coloritului decorativ (1960-1975). Ultima din cele trei perioade reprezintă un interes sporit al maestrului pentru materiale noi și colaj; concomitent se adresează tradițiilor artei populare prin prisma simbolicii mesajului. Printre cele mai cunoscute opere din prima perioadă figurează Femeie cu broboadă galbenă (1956), Portretul lui Gh. Dimitriu, Natură statică cu pești și Țăran cu pălărie (1957).
După 1960 pictura maestrului este marcată de un decorativism sonor, declarat de către ideologii timpului „ca influențe formaliste, burgheze”, expunerea lor fiind interzisă în cadrul expozițiilor republicane. Astăzi pânzele Fetele din Ceadâr-Lunga (1959-1960), Recruții (1965) și tripticul Istoria unei vieți fac parte din „fondul de aur” al artei naționale. Fiind o personalitate de cultură europeană, Grecu abandonează, în pictură, după 1975, coloritul decorativ și sonor, optând pentru noi tehnici și coloranți produși în industrie. Astfel, în numeroase lucrări din această perioadă maestrul utilizează lacurile și vopselele sintetice cu aplicarea colajului (Tragica Veneție, 1970; In memoriam, 1974; Geneză, Vulcan, 1977; Masă de piatră, 1976; Poarta strămoșilor, 1977; Luna la Butuceni, 1979; Toamna aurie, 1984 etc.).
A avut numeroase expoziții personale în RSFSR (1971, 1989, 1973, 1975, 1989), RSS Azerbaidjană (1965), RSS Ucraineană (1965, 1968, 1980), RSS Lituaniană (1971), RSS Letonă și RSS Estonă (1968), România (1992, 1999) și la Chișinău (1966, 1969, 1977, 1986, 1992, 1996, 2001).

### Expoziții solo

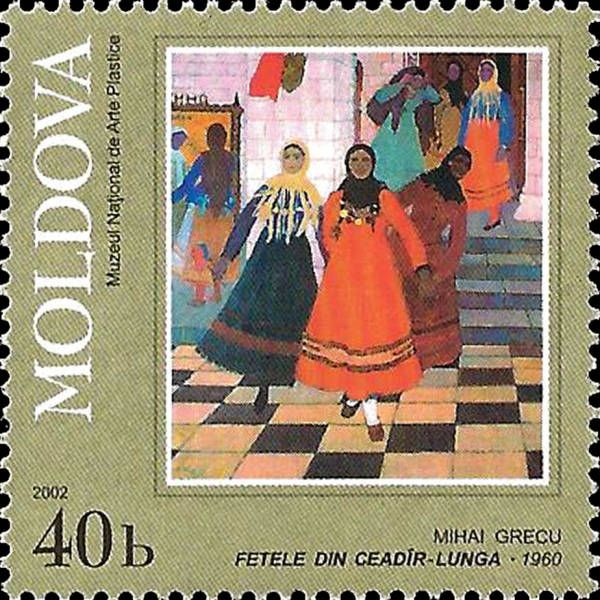
Un tablou de Mihai Grecu pe un timbru moldovenesc

Debutează cu prima expoziție personală în anul 1935, în orașul său de baștină - Cetatea Albă (Belgorod-Dnestrovsk). Abia în 1965 vernisează o nouă expoziție solo, de această dată la Baku, (RSS Azerbaidjană). În 1968 merge la Tallinn și Tartu (RSS Estonă), la Riga și Liepāja (RSS Letonă). În 1973 ajunge la Vilnius (RSS Lituaniană), iar în 1989 la Kiev (RSS Ucraineană). În 1992 se expune la Bacău, București (România) și Chișinău (Republica Moldova). În 1996 și 1997 mai vernisează câte o expoziție personală la Chișinău, iar în 2011 i se organizează o expoziție personală post-mortem, tot în capitala Moldovei.

### Expoziții de grup
- 1957: Chișinău, RSS Moldovenească;
- 1957: Moscova, RSFSR;
- 1966: Riga, RSS Letonă;
- 1973: Celeabinsk, Kostroma, Smolensk (RSFSR);
- 1973: Cernăuți, Vinnîțea (RSS Ucraineană);
- 1983: Moscova, RSFSR;
- 1986: Chișinău, RSSM;
- 1986: Moscova, RSFSR.

### Expoziții internaționale
În 1957 participă la o expoziție de grup la Beijing (Republica Populară Chineză). În 1961, în cadrul expoziției „Arta moldovenească”, lucrările sale ajung la Sofia (Bulgaria), apoi și la Praga (Cehoslovacia). În 1967 se expune într-o expoziție de grup la Tōkyō (Japonia), iar în 1968 participă la o expoziție la Montréal (Canada), după care la Zagreb (Croația). În 1993 se expune în cadrul expoziției „Arta națională” organizată la București (România).

## Tabere de creație și simpozioane
În 1935, participă la tabere de creație din Baia Mare și Balcic (România), în 1948 merge într-o tabără de creație la Moscova (RSFSR). În 1958 ajunge la o tabără din Iași (România), iar un an mai târziu, la Muzeul Ermitaj din Sankt Petersburg (RSFSR). În 1976 și 1979 participă la Simpozionul Internațional al Pictorilor „Cosmosul”, organizat la Moscova, iar în 1985 merge la plenariul internațional de pictură „Vilniusul pașnic” din Vilnius (RSS Lituaniană).

## Premii, distincții și afilieri

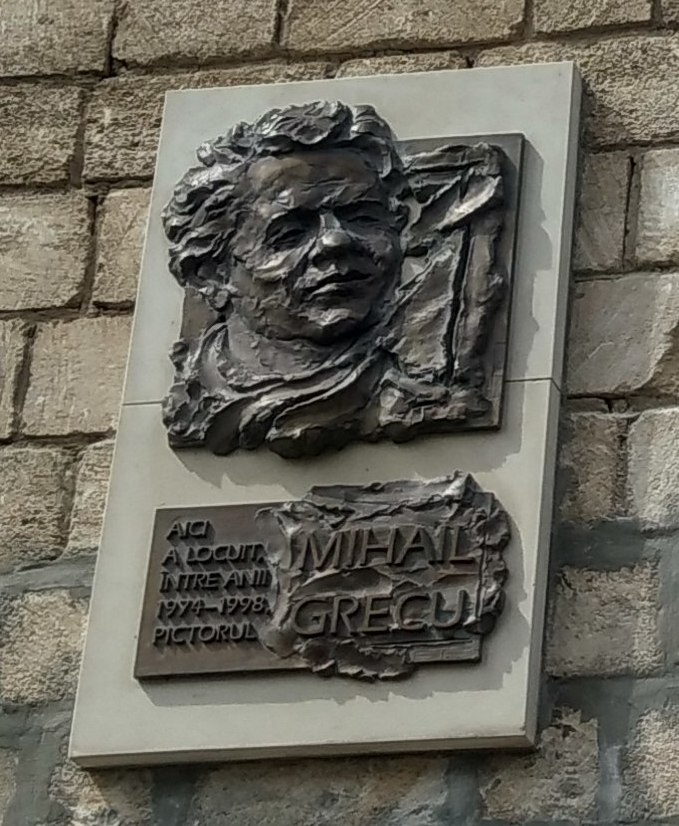
Placă comemorativă pe peretele casei în care a locuit din 1974 până la moartea sa, în sectorul Rîșcani din Chișinău

Mihail Grecu a primit următoarele distincții:
- 1935: Premiul Mare al tineretului artistic din Regatul Român;
- 1960: Ordinul „Insigna de Onoare”;
- 1966: Medalia de aur a Expoziția Realizărilor Economiei Naționale (EREN) a URSS pentru merite deosebite în artă;
- 1970: Medalia de aur a EREN pentru tripticul Istoria unei vieți;
- 1972: Titlul onorific „Maestru Emerit în Arte, RSSM;
- 1978: Premiul de Stat al RSSM;
- 1987: Titlul de Artist al poporului al RSSM;
- 1990: Premiul de Stat al URSS;
- 1991: Marele premiu al Ministerului Culturii din România pentru tabloul Omagiu strămoșilor, în cadrul primei ediții a „Saloanelor Moldovei” (Chișinău - Bacău, Republica Moldova - România);
- 1992: Membru de onoare al AȘM;
- 1992: Ordinul Republicii.

Din 1945 a fost membru al Uniunii Artiștilor Plastici din RSSM.